# North Cornwall
North Cornwall (Limba cornică, Kernow Kledh) este un district ne-metropolitan situat în Regatul Unit, în comitatul Cornwall din regiunea South West, Anglia.

## Orașe din cadrul districtului
- Bodmin
- Bude
- Camelford
- Launceston
- Padstow
- Wadebridge

## Vedeți și
- Listă de orașe din Regatul Unit